# Tú y yo
A Tú y yo (jelentése spanyolul: ’Te meg én’) Thalía mexikói énekesnő első kislemeze kilencedik, Thalía című stúdióalbumáról. Szerzői Estéfano és Julio Reyes, producere Estéfano. A dal angol nyelvű változata, amely a következő, szintén Thalía című angol nyelv albumán szerepel, hallható az EA Sports NASCAR 07 nevű játékában.
Ez a második dal a 2000-es Entre el mar y una estrella után, amely 1. helyezést ért el a Billboard Top Latin Songs listán. Ezen kívül számos országban sikeres volt, többek között kínai nyelven is feldolgozta egy hongkongi lányegyüttes.

## Szöveg és videóklip
A Tú y yo szövege a szeretkezés és a nemi közösülés iránti vágyról és annak örömeiről szól, amelyre természetesen nincs közvetlen, durva utalás, csupán átvitt értelemben. A videóklipet finn származású Antti Jokinen rendezte, és a New York-i Bronxban forgatták. Thalía a klipben az utcákon énekel, betér egy lemezboltba, gitározik és motorozik is. Megjelenése agresszívabb, mint általában, és vannak olyan részek a klipben, ahol a „lába közé” mutogat.
A kliphez először a dal első változatát használták, nem pedig a végleges albumváltozatot, melynek hivatalos neve nincs, többnyire „videóklip-változatnak” hívják. A kettő között csak annyi a különbség, hogy a klipváltozatban az ének nélküli, gitárszóló résznél (2:56 és 3:08 között) is bekiabál Thalía. Ezt a változatot csak Mexikóban és az amerikai MTV3-on adták, 2002 májusától. Ugyanebben az évben még egy videóklipet forgattak a dal cumbia-változatához, a Kumbia Kings együttessel. A klip nem teljesen önálló, csupán az eredeti klipből vágtak bele részleteket.

## Dallista
CD-kislemez
1. Tú y yo (Albumváltozat) 3:43
2. Tú y yo (Keleties hangzású balladaváltozat) 3:33

CD maxi kislemez
1. Tú y yo 3:43
2. Tú y yo (cumbia-remix) (feat. Kumbia Kings) 3:52
3. Tú y yo (Cumbia norteña) 3:44
4. Tú y yo (Balladaváltozat) 3:33
5. Tú y yo (Master’s at Bed Remix long) 9:46
6. Tú y yo (Master’s at Bed remix radio edit) 4:36

## Hivatalos remixek, változatok
1. Album Version
2. Ballad Version
3. Cumbia Remix (feat. A. B. Quintanilla and Kumbia Kings)
4. Cumbia Norteña
5. Latin Version (kiadatlan)
6. Master’s at Bed Mix
7. Master’s at Bed Mix Edit
8. Angol változat
9. Videóklip-változat (a mexikói DVD-kislemezről)

## Külső hivatkozások
- Tú y yo. YouTube